# Thomas J. J. Altizer
Thomas Jonathan Jackson Altizer (Charleston (Virgínia Ocidental), 28 de setembro de 1927) foi um teólogo estado-unidense, atualmente professor da Emory University, em Atlanta. Tornou-se conhecido, mundialmente, a partir de um artigo publicado pela revista Time com o título Christian Atheism: The "God Is Dead" Movement (em inglês, "Ateísmo cristão: o movimento 'Deus está Morto'"), em que ele e mais três teólogos (Paul van Buren, William Hamilton e Gabriel Vahanian) são agregados, sem maiores cuidados, na teologia da morte de Deus.